# Stefan Michalke
Stefan Michalke (* 1964 in Köln) ist ein deutscher Jazzmusiker (Piano, Komposition).

## Leben und Wirken
Michalke wurde musikalisch zunächst durch seinen Vater, dessen Klavierspiel und Organistentätigkeit, geprägt. Er erhielt klassischen Klavierunterricht; erste Kompositionen und Improvisationen entstanden. Zunächst spielte er in verschiedenen Rockbands, interessierte sich aber zunehmend für Jazz. Er studierte ab 1988 Jazzklavier, zunächst in Frankfurt bei Mike Schönmehl, zwischen 1989 und 1994 am Konservatorium Maastricht.
Mit der Tinsel Town Rebellion Band spielte Michalke Kompositionen von Frank Zappa. Als Jazzpianist unternahm er Konzertreisen nach Osteuropa, Asien, Brasilien und in die USA. Er leitete sein eigenes Trio, Quartett bzw. Sextett und trat im Duo mit Christine Corvisier auf (Still, 2013). 2019 gründete er mit der Sängerin Eva Viola Müller das Duo MüllerMichalke, das 2019 das Album InSight bei Jazzsick Records veröffentlichte.  Weiterhin tourte er mehrfach mit Sheila Jordan und begleitete Gerd Breuer, Manfred Leuchter, Sabine Kühlich, Petra Welteroth, Nina Leonards, Pia Fridhill sowie Ina Hagenau. Außerdem tourt er mit dem Quintet West sowie dem Romano Schubert Quartett (Points of Return). In der Gruppe TangoX erkundete er die unterschiedlichen Nuancen der Tangomusik (CD Tango Motion). Mit dem Gitarristen Thomas Nordhausen legte er das Duoalbum Slow Boat vor.
Michalke lebt als freier Musiker und Komponist in Aachen, spielt in unterschiedlichen Bandprojekten und unterrichtet zudem an verschiedenen Musikschulen. 2022 gab er zusammen mit Heribert Leuchter eine Sammlung von jazzverwandten Musikwerken Aachener Komponisten heraus (The Real Book. Aachen Edition Vol. 1).

## Diskografische Hinweise
- Sabine Kühlich & Sheila Jordan: Two Generations of Singers (2006, mit Stefan Werni)
- Stefan Michalke Trio: Little Stories (Mons Records, 2012, mit Stefan Werni, Stefan Kremer)
- Quintet West: Westwind (JazzSick, 2014, mit George Tjong-Ayong, Christoph Fischer, Konstantin Wienstroer, Christoph Freier)
- MüllerMichalke: InSight (JazzSick, 2020)
- Thomas Nordhausen & Stefan Michalke: Slow Boat (Luxaries 2018/JazzSick 2023)